# 全力扣殺
《全力扣杀》（英語：Full Strike）是一部于2015年5月7日上映的香港动作体育喜剧剧情片，由郭子健和黄智亨执导，何超仪和郑伊健领衔主演，前中國国家羽毛球队队员鲍春来及王琳客串演出。根據香港票房有限公司提供數據，《全力扣殺》為2015年度上半年最高票房的十大香港電影之一，累積票房約一千一百五十八萬，排名第十。

## 劇情簡介
退役多年的羽毛球运动员吴久秀（何超仪 饰）虽然曾经叱咤风云但而今却过着十分落魄的生活，她对自己极不自信，外形邋遢，生活不修边幅，是典型的丑小鸭。阴差阳错之下她遇见了以刘丹（郑伊健 饰）为首的出狱混混“三人组”，这三个人看上去凶神恶煞，但其实都已经改过自新。吴久秀教刘丹三人打羽毛球，在这过程中，刘丹三人经历了从零基础到慢慢熟悉羽毛球各项技能，而吴久秀生疏的技艺与自信也一点点被找回来。虽然有吴久祥（郑中基 饰）这样的奸诈土豪经常出现干扰羽毛球队的训练，但是最终这几个业余的草台班子羽毛球队，也凭借他们的一腔热血在赛场上取得了辉煌的成绩。

## 演員列表
| 演員             | 角色                 | 備註                                        |
| 何超儀           | 吳久秀               | 曾被譽為「香港羽毛球天后」                  |
| 鄭中基           | 吳久祥               | 奶滋祥 說圍頭話                             |
| 謝君豪           | 吳久俊               | 吳久秀胞兄 說圍頭話                         |
| 鄭伊健           | 劉 丹                | 賊王 聽力有問題，要戴助聽器                 |
| 梁漢文           | 林 昭                | 劉丹之手下 因左手殘廢而裝上鐵鈎，後改為義肢 |
| 劉浩龍           | 馬 坤                | 劉丹之手下 弱視，經常戴一副爛眼鏡           |
| 邵音音           | 梅 姨                |                                             |
| 林敏驄           | 戚冠軍               | 曾為國家隊一號羽毛球球員                    |
| Eric Kwok        | 王龍威               | 阿龍 羽毛球球員 曾為吳久秀之隊友，後反目    |
| 葉佩雯           | 王飛鳳               | 羽毛球球員                                  |
| 謝天華           | 警 員                |                                             |
| 姜皓文           | 喪 狗                |                                             |
| JBS @ 24Herbs    |                      |                                             |
| 陳 肥 @ 24Herbs  |                      |                                             |
| 梁永傑 @ 24Herbs |                      |                                             |
| 谷德昭           | 警察之友隊員         |                                             |
| 車婉婉           | 女 警                |                                             |
| 谷祖琳           | 女 警                |                                             |
| 鄒凱光           | 姚 賓                | 羽毛球比賽司儀                              |
| 杜如風           | 觀 眾                |                                             |
| 蝦 頭            | 林 連                | 羽毛球比賽司儀                              |
| 阿 Bob           | 羽毛球比賽宣傳片主持 |                                             |
| 許雅婷           | 羽毛球比賽宣傳片主持 |                                             |
| 楊 迪            | 外星人               |                                             |
| 王 琳            | 王 琳                |                                             |
| 鮑春來           | 鮑春來               |                                             |

## 電影歌曲
- 〈全力扣殺（來吧！人類要奔放）〉（主題曲）[4]
  - 作詞：林敏驄　作曲：波多野裕介　編曲：川上隆啤、野井維斯　歌曲監製：郭子健、黃智亨
  - 主唱：何超儀、鄭伊健、梁漢文、邵音音、劉浩龍、林敏驄、Eric Kwok、葉佩雯、郭子健、黃智亨

- 〈天下無敵〉（片尾曲）[5]
  - 作詞：黎駿邦　作曲╱編曲╱歌曲監製：波多野裕介　主唱：盧敬皓 @ Easy Vocal Singing Studio

- 〈奮鬥〉（插曲）
  - 作詞：黃　霑　作曲：顧嘉煇　主唱：甄　妮

## 獲獎及提名
| 年份   | 頒獎典禮                                                  | 獎項           | 入圍者       | 結果 |
| ------ | --------------------------------------------------------- | -------------- | ------------ | ---- |
| 2015年 | 第10屆大阪亞洲電影節                                      | 最佳電影       | 《全力扣殺》 | 提名 |
| 2015年 | 第15屆瑞士Neuchâtel International Fantastic Film Festival | 最佳亞洲電影獎 | 《全力扣殺》 | 獲獎 |
| 2016年 | 第35屆香港電影金像獎                                      | 最佳男配角     | 林敏驄       | 提名 |

## 參展情況
- 第10屆大阪亞洲電影節 - 競賽電影 (世界首映) [6]
- 第1屆「香港電影周‧天津」 - 參展電影 (內地首映)[7]
- 第19屆富川國際幻想電影節 - 參展電影 (南韓首映) [8]
- 第14屆紐約亞洲電影節 - 參展電影 (美國首映) [9]
- 第19屆加拿大奇幻國際電影節  - 參展電影 (加拿大首映)[10]
- 第15屆瑞士納沙國際奇幻電影節 - 參展電影 (瑞士首映)[11]，並獲得「最佳亞洲電影獎」[12]。
- 第8屆東京台東下町國際喜劇電影節 - 特別招待作品 [13]
- 高雄電影節2015 - 參展電影 (台灣首映) [14]
- 第16屆聖地牙哥亞洲電影節  - 參展電影 [15]
- 第19屆多倫多亞洲電影節  - 參展電影 [16]

## 記事
- 2014年2月11日：《全力扣殺》正式開機，於元朗圍村進行拜神儀式。
- 2014年2月28日：《全力扣殺》移師澳門拍攝，拍了一星期。
- 2014年3月26日：《全力扣殺》在香港國際影視展舉行發布會，現場曝光了首款預告片。
- 2014年4月12日：《全力扣殺》正式殺青。
- 2015年3月1日：電影公司與東華三院合作舉辦「東華三院《全力扣殺》慈善羽毛球大賽」。
- 2015年3月06-15日:《全力扣殺》獲邀成為第10屆大阪亞洲電影節競賽電影，並於大阪作世界首映，同月發布第二支預告片。
- 2015年3月10日：《全力扣殺》原訂安排在4月9日在港上映，電影公司宣佈映期延至5月7日。
- 2015年3月20日：《全力扣殺》在北京舉行新聞發布會，宣佈電影會在內地上映。
- 2015年3月25日：《全力扣殺》在香港國際影視展作一場業界放映，因沒字幕放映而惹來爭議。[17]
- 2015年4月6日：《全力扣殺》於香港舉行慈善首映，為東華三院籌款。
- 2015年5月7日：《全力扣殺》正式於香港及澳門公映。
- 2015年5月14日：《全力扣殺》於新加坡及馬來西亞公映。
- 2015年9月24日：《全力扣殺》於南韓公映，亦是秋夕檔期的電影之一。[18]
- 2015年10月10日：《全力扣殺》於日本公映。
- 2015年11月23日：《全力扣殺》內地確定映期為12月11日，原訂上映日子為4月9日，與香港同步上映，後因電影不符合「合拍電影」條件，以及審批問題[19] ，終延至12月11日正式於內地上映。